# Christian Møller Pedersen
Christian Møller Pedersen (* 27. Oktober 1889 in Holstebro; † 22. März 1953 in Kopenhagen) war ein dänischer Turner.

## Erfolge
Christian Møller Pedersen, der für den Verein Merkur Kopenhagen turnte, nahm 1920 an den Olympischen Spielen in Antwerpen teil. Bei diesen gehörte er zur dänischen Turnriege im Wettbewerb, der nach dem sogenannten freien System ausgetragen wurde. Dabei traten nur zwei Mannschaften an, die aus 16 bis 40 Turnern bestehen und während des einstündigen Wettkampfs gleichzeitig antreten mussten. Es wurden die Ausführungen der geturnten Übungen an den Geräten bewertet, aber auch der Einmarsch zu Beginn und der Ausmarsch am Ende. Das Gesamtergebnis war ein Durchschnittswert der fünf Kampfrichterwertungen. Dabei kam es zum Duell gegen die einzige andere teilnehmende Turnriege aus Norwegen, die den Wettbewerb mit 48,55 Punkten auf dem zweiten Platz beendete und die Silbermedaille erhielt. Die Dänen entschieden den Wettkampf dagegen mit 51,35 Punkten für sich.
Møller Pedersen gewann zusammen mit Georg Albertsen, Viggo Dibbern, Rudolf Andersen, Aage Frandsen, Hugo Helsten, Harry Holm, Herold Jansson, Robert Johnsen, Christian Juhl, Vilhelm Lange, Svend Madsen, Peder Marcussen, Niels Turin Nielsen, Steen Olsen, Peder Møller, Hans Rønne, Harry Sørensen, Christian Thomas und Knud Vermehren die Goldmedaille und wurde somit Olympiasieger.